# Fucose
Fucose (kurz: Fuc, nicht zu verwechseln mit Fructose) ist ein Monosaccharid und eine der essentiellen Zuckerarten, die für die Zell-Zell-Kommunikation benötigt werden. Sie wird auch Methylpentose genannt, da sie ein Desoxyzucker ist und somit statt einer Methylolgruppe nur eine Methylgruppe in Position 6 hat. Fucose kommt in zwei enantiomeren Formen vor: L-Fucose (auch Isodulcit) und D-Fucose. Die L-Form ist die in der Natur verbreitete (was bei Zuckerstoffen selten der Fall ist), während die D-Form ein künstlich hergestelltes Galactose-Analogon ist. Wenn in diesem Text oder in der wissenschaftlichen Literatur „Fucose“ ohne weiteren Namenszusatz (Präfix) erwähnt wird, ist L-Fucose gemeint.

## Vorkommen
Im Menschen kommt Fucose u. a. in extrazellulären Muco- und Glycoproteinen, in der Muttermilch (Bifidus-Faktor) und in Blutgruppensubstanzen (A, B und H, Lea) vor. Bei Bakterien kommt sie als antigenes Polysaccharid in der Bakterienzellwand vor. In Braunalgen und Seetang findet man Fucoidan, ein sulfatiertes Polysaccharid, das neben anderen Zuckern auch Fucose enthält.

## Gewinnung und Darstellung
Fucose wird industriell aus Fructose-6-phosphat biosynthetisiert.

## Eigenschaften
Fucose ist ein Monosaccharid mit sechs Kohlenstoffatomen (also eine Hexose) und einer Aldehydgruppe am C1-Atom (Aldose). Im Gegensatz zu den meisten Hexosen fehlt jedoch am C6-Atom die Hydroxygruppe.

β-L-Fucose als Fucopyranose in der Sesseldarstellung.

## Verwendung
Fucose wird zur Herstellung von Fucosiden (herzwirksame Digitalisglycoside) verwendet.

## Biologische Bedeutung
Fucose kann unter anderem für eine posttranslationale Modifikation von Proteinen (Fucosylierung) durch die Fucosyltransferase verwendet werden. Bei Störungen der Fucosylierung beim Menschen treten Erkrankungen auf (Leukozytenadhäsionsdefekt Typ II). Die Verbindung kann zur Therapie der Krankheit verwendet werden. Ein genetischer Defekt, der das Nichtbilden von Fucose zufolge hat, führt neben einigen Schäden zu einer Unempfindlichkeit gegenüber Rizin.
Die Abspaltung von Fucose von Proteinen wird durch die α-L-Fucosidase im Lysosom gewährleistet. Kann Fucose durch einen Gendefekt nicht abgespalten werden, kommt es zur Fucosidose.